# غاوميشتشران عرب (مقاطعة غيلانغرب)
غاوميشتشران عرب (بالفارسية: گاومیش‌چران عرب) هي قرية تقع في منطقة مركزية ريفية في إيران. يقدر عدد سكانها بـ 177 نسمة .